# Сату-Ноу (Бістріца-Несеуд)
Сату-Ноу (рум. Satu Nou) — село у повіті Бистриця-Несеуд в Румунії. Адміністративний центр комуни Четате.
Село розташоване на відстані 318 км на північ від Бухареста, 9 км на схід від Бистриці, 86 км на північний схід від Клуж-Напоки.

## Населення
За даними перепису населення 2002 року у селі проживали 719 осіб. Усі жителі села рідною мовою назвали румунську.
Національний склад населення села:
| Національність | Кількість осіб | Відсоток |
| -------------- | -------------- | -------- |
| румуни         | 632            | 87,9%    |
| цигани         | 84             | 11,7%    |